# 虎毒不
《虎毒不》（英語：Montages of a Modern Motherhood）為2025年香港劇情片，由陳小娟編導及監製，龍國瑤共同監製，談善言、盧鎮業、彭杏英、馮素波及區嘉雯主演。電影關於母親的社會倫理壓力。

## 演員
- 談善言
- 盧鎮業
- 彭杏英
- 馮素波
- 區嘉雯
- 太保

## 製作
本片出品人俞吳明玉為資深傳媒人俞琤之亡母。俞琤為紀念並致敬其母，遂投資逾700萬港元予本片製作。

## 獎項及提名
| 年份 | 頒獎典禮                   | 獎項       | 名單   | 結果 |
| ---- | -------------------------- | ---------- | ------ | ---- |
| 2025 | 第31屆香港電影評論學會大獎 | 最佳女演員 | 談善言 | 獲獎 |
| 2025 | 第43屆香港電影金像獎       | 最佳女主角 | 談善言 | 提名 |
| 2025 | 第43屆香港電影金像獎       | 最佳男配角 | 盧鎮業 | 提名 |

## 備註
1. ↑  截至2025年5月4日

## 外部連結
- 虎毒不的Facebook專頁
- 虎毒不的Instagram帳戶
- 虎毒不的Threads
- 豆瓣电影上《虎毒不》的資料 （简体中文）
- 互联网电影数据库（IMDb）上《虎毒不》的资料（英文）